# Polypedilum scalaenum
Polypedilum scalaenum är en tvåvingeart som först beskrevs av Franz Paula von Schrank 1803.  Polypedilum scalaenum ingår i släktet Polypedilum och familjen fjädermyggor. Arten är reproducerande i Sverige. Inga underarter finns listade i Catalogue of Life.